# Actinote carcycina
Actinote carcycina är en fjärilsart som beskrevs av Jordan 1913. Actinote carcycina ingår i släktet Actinote och familjen praktfjärilar. Inga underarter finns listade i Catalogue of Life.